# Lijst van voetbalinterlands Bahrein - Jordanië (vrouwen)
Deze lijst van voetbalinterlands is een overzicht van alle officiële voetbalinterlands tussen de nationale vrouwenteams van Bahrein en Jordanië. De landen hebben tot nu toe elf keer tegen elkaar gespeeld.

## Wedstrijden
| №  | Plaats    | Datum             | Competitie                                | Wedstrijd          | Uitslag            |
| -- | --------- | ----------------- | ----------------------------------------- | ------------------ | ------------------ |
| 1  | Amman     | 25 september 2005 | West-Aziatisch kampioenschap 2005         | Jordanië − Bahrein | 9 − 0              |
| 2  | Abu Dhabi | 20 februari 2010  | West-Aziatisch kampioenschap 2010         | Jordanië − Bahrein | 4 − 1              |
| 3  | Manama    | 14 oktober 2010   | Vriendschappelijk                         | Bahrein − Jordanië | 1 − 4              |
| 4  | Riffa     | 25 oktober 2010   | Vriendschappelijk                         | Bahrein − Jordanië | 0 − 3              |
| 5  | Zarka     | 8 maart 2011      | Olympische Spelen 2012 kwalificatie       | Jordanië − Bahrein | 1 − 1              |
| 6  | Abu Dhabi | 5 oktober 2011    | West-Aziatisch kampioenschap 2011         | Jordanië − Bahrein | 2 − 2              |
| 7  | Abu Dhabi | 12 oktober 2011   | West-Aziatisch kampioenschap 2011         | Bahrein − Jordanië | 0 − 0 (n.p. 4 - 3) |
| 8  | Amman     | 15 april 2014     | West-Aziatisch kampioenschap 2014         | Bahrein − Jordanië | 0 − 5              |
| 9  | Abu Dhabi | 8 december 2015   | Vriendschappelijk                         | Jordanië − Bahrein | 5 − 0              |
| 10 | Doesjanbe | 3 april 2017      | Aziatisch kampioenschap 2018 kwalificatie | Bahrein − Jordanië | 0 − 6              |
| 11 | Muharraq  | 15 januari 2019   | West-Aziatisch kampioenschap 2019         | Jordanië − Bahrein | 1 − 0              |

## Samenvatting
| Competitie                           | Totaal gespeeld | Winst Bahrein | Gelijk | Winst Jordanië | Doelsaldo Bahrein – Jordanië |
| ------------------------------------ | --------------- | ------------- | ------ | -------------- | ---------------------------- |
| Olympische Spelen kwalificatie       | 1               | 0             | 1      | 0              | 1 − 1                        |
| Aziatisch kampioenschap kwalificatie | 1               | 0             | 0      | 1              | 0 − 6                        |
| West-Aziatisch kampioenschap         | 6               | 0             | 2      | 4              | 3 − 21                       |
| Vriendschappelijk                    | 3               | 0             | 0      | 3              | 1 − 12                       |
| Totaal                               | 11              | 0             | 3      | 8              | 5 − 40                       |